# Прибытие поезда (фильм, 1995)
«Прибытие поезда» — киноальманах из четырёх короткометражных новелл к 100-летию кинематографа. Парафраз на мотивы знаменитых лент «Прибытие поезда», «Политый поливальщик» братьев Люмьер, «Дорога» Феллини и другие.

## Создание
Изначально «Прибытие поезда» задумывался как альманах из пяти новелл, связанных между собой темой столетия кино, а точнее, как парафраз на первые люмьеровские фильмы («Кормление ребёнка», «Политый поливальщик», «Прибытие поезда» и др.), снятый пятью режиссёрами — победителями программы «Номинация. Кино. XXI век» Кинофорума в Ялте-1994 (А. Хван, С. Сельянов, И. Дыховичный, В. Хотиненко, В. Тодоровский). В результате И. Дыховичный уступил место Д. Месхиеву, летом 1995 г. выбыл В. Тодоровский, С. Сельянова заменил А. Балабанов. Осталось четверо режиссёров, которые сняли четыре новеллы: «Свадебный марш», реж. А.Хван; «Экзерсис № 5», реж. Д. Месхиев; «Трофимъ», реж. А. Балабанов; «Дорога», реж. В. Хотиненко.

## Новеллы

### Свадебный марш
Неклассический любовный треугольник: отец-кинорежиссёр (Кайдановский), сын-студент, любовница отца — она же невеста сына. Последняя роль в кино Александра Кайдановского, персонаж которого сравнивает жизнь с эпизодами из «Гражданина Кейна» и «Последнего танго в Париже».

### Трофимъ
Обыкновенная российская история. Мужик приревновал жену к брату, зашиб его топором и ударился в бега, в стольный город Санкт-Петербург. Тут его и взяли — тёпленького — в борделе. Новелла, как бы реставрирующая создание документального сюжета «Прибытие российского поезда», который снимал оператор кинохроники, куда и попал прибывший поездом герой.

### Экзерсис № 5
Снимается кино. Группа ждёт погоды. Кто-то пьёт кофе, кто-то пытается репетировать, кто-то решает личные проблемы или предаётся адюльтеру. И за всем этим бесстрастно наблюдает камера, которую забыли выключить. Новелла использует люмьеровский сюжет «Кормление ребёнка».

### Дорога
Двое беженцев бродят по вокзалам столицы: она поёт русские песни, он — организатор и аккомпаниатор. Кроме случайных слушателей им внимает некто из «новых русских». Новелла обыгрывает люмьеровский сюжет «Политый поливальщик». Новелла также является парафразом феллиниевской «Дороги», фрагменты которой смотрят герои.

## В ролях

### Свадебный марш
- Анна Сёмкина — Женя
- Александр Кайдановский — кинорежиссёр
- Алексей Жиров — Денис
- Сергей Члиянц
- Александр Хван
- Анатолий Сусеков

### Трофимъ
- Сергей Маковецкий — Трофим
- Алексей Балабанов — сотрудник кинопроекта «Вокзалы Санкт-Петербурга»
- Игорь Шибанов — кондуктор
- Зоя Буряк — проститутка Лёля
- Семён Стругачёв — француз-кинооператор
- Анатолий Журавлёв
- Владимир Богданов — полицейский Тимофей Кузьмич
- Алексей Герман — руководитель кинопроекта «Вокзалы Санкт-Петербурга»
- Борис Хахин — шофёр «ленфильмовского» микроавтобуса
- Сергей Барковский
- Алексей Герман-младший
- Людмила Александрова — мадам; управляющая публичным домом
- Маргарита Ачинцева
- Александр Строев — парень с тележкой с рыбой
- Сергей Ражук
- Яков Петров
- Дмитрий Месхиев
- Валерий Криштапенко
- Игорь Иванов
- Юрий Вьюшин
- Александр Василевский — главный герой в молодости
- Виктор Полуэктов
- Михаил Гуро

### Экзерсис № 5
- Ирина Метлицкая — актриса Вера
- Алексей Серебряков — кинорежиссёр Роман Сергеевич
- Андрей Краско — кинооператор Боря
- Нина Усатова
- Александр Половцев
- Виктор Тихомиров
- Юрий Кузнецов — Вова
- Александр Баширов — Федя
- Юлия Мен
- Леонид Громов
- Иван Шведов
- Денис Синявский
- Владимир Богданов
- Олег Мельник
- Екатерина Голубева
- Любовь Мочалина
- Алексей Оленников
- Юлия Яковлева — ассистентка оператора с хлопушкой

### Дорога
- Владимир Ильин — «новый русский»
- Евгения Смольянинова — Шура
- Гарик Сукачёв — бродячий музыкант Яшка
- Вадим Пожарский — начальник охраны
- Константин Юшкевич
- Наталья Коренная — проститутка
- Владимир Пискунов
- Алексей Агапов
- Елена Коллегова — Люся, проститутка
- Ирэна Морозова
- Георгий Чантурия — сутенёр

## Награды
- 1995 — ОРКФ «Кинотавр» в Сочи — Приз FIPRESCI (Дмитрий Месхиев)
- 1995 — ОРКФ «Кинотавр» в Сочи — Приз FIPRESCI (Александр Хван)
- 1995 — ОРКФ «Кинотавр» в Сочи — Приз FIPRESCI (Владимир Хотиненко)
- 1995 — Приз кинопрессы — За лучший фильм года (Алексей Балабанов)
- 1995 — Приз кинопрессы — За лучший фильм года (Дмитрий Месхиев)
- 1995 — Приз кинопрессы — Лучшему фильму года (Юрий Мороз)
- 1995 — Приз кинопрессы — За лучший фильм года (Александр Хван)
- 1995 — Приз кинопрессы — За лучший фильм года (Владимир Хотиненко)
- 1995 — Приз кинопрессы — Лучшему фильму года (Вячеслав Шмыров)
- 1996 — МКФ в Берлине — Участие в Основной программе (Андрей Железняков)
- 1996 — Открытый российский кинофестиваль в Сочи — Приз ФИПРЕССИ, Приз гильдии киноведов и кинокритиков
- 1996 — Международный кинофестиваль «Послание к Человеку» в Санкт-Петербурге — приз «Кентавр» за лучший игровой короткометражный фильм

## Критика
Литературный критик и публицист Виктор Топоров отмечал сходство двух работ режиссёра Алексея Балабанова — новеллы «Трофимъ» из этого киноальманаха и фильма «Брат» (1997).
Критик отметил, что в балабановском «Трофиме» главный герой короткометражки отправляется сначала в Петербург, а потом — как и герой Брата Данила Багров — в Москву. При этом сцены прибытия в Санкт-Петербург сняты в обоих фильмах на одном и том же вокзале — Витебском.
Кинокритик Сергей Кудрявцев подтверждает это наблюдение и разворачивает дальше мысль о том, что фильм «Брат» и новеллу «Трофимъ» нельзя рассматривать в отрыве: и Данила, и крестьянин-«убивец» Трофим приезжают в им одинаково враждебный, пугающий их город. Единственное, пожалуй, отличие — современный город утратил приметы имперской столицы и превратился в «некое подобие унылого кладбища».
Фестивали и премии за новеллу «Трофимъ»: 
- 1995 — ОРКФ «Кинотавр» в Сочи — Приз FIPRESCI (Алексей Балабанов)
- 1995 — ОРКФ «Кинотавр» в Сочи — Приз Гильдии киноведов и кинокритиков (Алексей Балабанов)
- 1995 — Приз кинопрессы — Лучшему актеру года (Сергей Маковецкий)
- 1996 — МКФ «Послание к человеку» — Приз «Кентавр» (Алексей Балабанов)